# George Keate
George Keate (1729-1797) est un peintre, écrivain et poète anglais.

## Biographie
Né à Trowbridge, dans le Wiltshire, il voyage dans toute l'Europe avant d'entrer au barreau en 1753. Il était lié avec Voltaire. 
Il est membre fondateur de la Society of Artists (1761) et de la Royal Academy (1764).

## Œuvres
Ses principaux ouvrages sont : 
- Rome ancienne et moderne, poème, 1760;
- Les Alpes, 1764;
- L'Abbaye de Netley, 1764 et l769;
- Esquisses d'après nature, 1779,
- Imitation du Voyage sentimental de Laurence Sterne

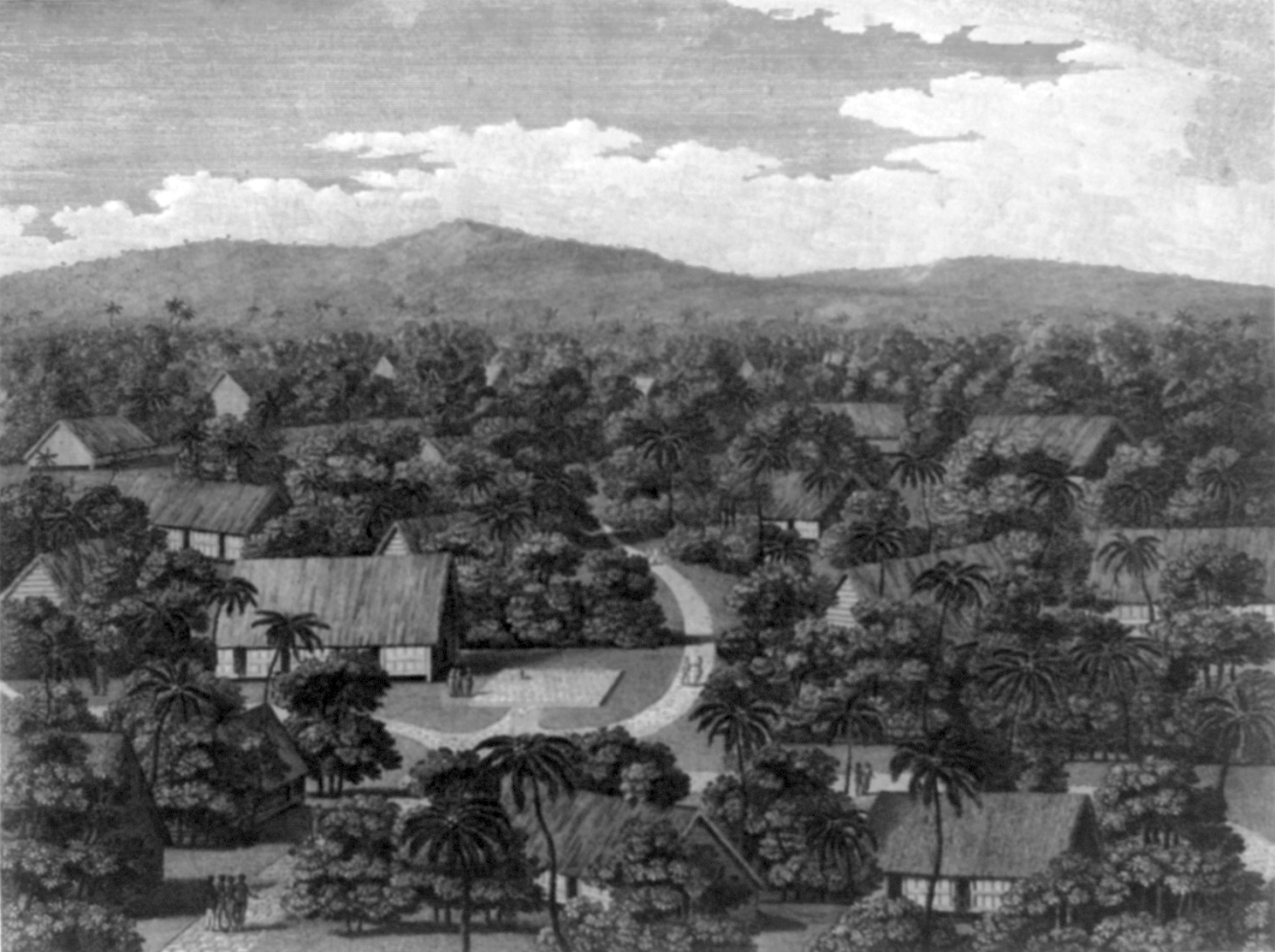
Une illustration de l'ouvrage de Keate sur les îles Palaos et représentant la « ville de Pelew » et la place du conseil.

- Relation des îles Pelew, situees dans la partie occidentale de l'ocean pacifique, composée sur les journaux et les communications du capitaine Henri Wilson et de quelques-uns de ses officiers, qui, en août 1783, y ont fait naufrage sur l'"Antelopee"... Le Jay fils & Maradan, 1793; Kessinger, Whitefish (Montana) (print on demand) 2009  (ISBN 1-104-37239-8) &  (ISBN 1-104-44001-6); Kessinger Legacy Reprints, ib. 2010  (ISBN 1-165-68256-7) &  (ISBN 1-165-72462-6)
  - En Anglais: Account of the Pelew Islands, situated in the western part of the Pacific Ocean, composed from the journals and communications of captain Henry Wilson and some of his officers who, in August 1783, were there shipwrecked in "The Antelopee". Nicol, London 1788; Pissot, Paris 1789; G. Nicol, London 1879 ; The Interesting History of Prince Lee Boo, Brought to England from the Pelew Islands (une version abrégée)
  - En Allemand: Nachrichten von den Pelew-Inseln, trad. George Forster. Benjamin Gottlob Hoffmann, Hamburg 1789; Süddeutsche Zeitung, Munich 2007, Bibliotheca Anna Amalia,  (ISBN 3-86615-413-5))

On lui doit aussi un Abrégé de la république de Genève, 1761.